# Dub sametový
Dub sametový (Quercus velutina) je opadavý strom dorůstající výšky asi 25 metrů. Pochází z východních oblastí USA a v Česku je vzácně pěstován jako parkový strom. V minulosti byla borka dubu sametového významným zdrojem tříslovin a z kůry se získávalo žluté barvivo.

## Popis
Dub sametový je opadavý strom dorůstající výšky 25, výjimečně až 50 metrů. Koruna je mohutná, široce rozložitá, v horní části nepravidelně protáhle polokulovitá. Borka je tmavě hnědá až černá, s hlubokými brázdami které jsou často rozpadlé na nepravidelné bloky. Vnitřní kůra je žlutá. Letorosty jsou tmavě hnědočervené, v prvním roce plstnaté, později olysávající. Koncové pupeny jsou vejcovité až elipsoidní nebo téměř kuželovité, 6 až 12 mm dlouhé, žlutohnědě nebo šedě chlupaté, na průřezu zřetelně pětiúhlé. Listy jsou vejčité až obvejčité, na bázi tupé až uťaté, na vrcholu špičaté až tupé. Čepel listů je 10 až 30 cm dlouhá a 8 až 15 cm široká, s 5 až 7 laloky a na okraji s 15 až 50 osinami. Mezi laloky jsou hluboké výkrojky. Listy jsou na líci tmavě zelené, lesklé a lysé, na rubu světle zelené, lysé s výjimkou malých chomáčků chlupů v paždí žilek nebo řídce chlupaté, zejména podél žilnatiny. Řapíky jsou 25 až 70 mm dlouhé, lysé nebo řídce chlupaté. Žaludy dozrávají druhým rokem, jsou téměř kulovité až vejcovité, 10 až 20 mm dlouhé a 10 až 18 mm široké, asi do poloviny kryté pohárkovitou až kuželovitou číškou. Číška je z vnitřní strany chlupatá.

## Rozšíření
Dub sametový je rozšířen ve východních oblastech USA, sporadicky zasahuje i do jihovýchodní Kanady (jižní Ontario). Roste zejména na suchých svazích a vrchovinách, v severnější části areálu i v nížinách na písčitých půdách. Vyskytuje se v nadmořských výškách 0 až 1500 metrů. Je to poměrně rychle rostoucí dřevina, vyhledávající spíše písčité nevápenaté půdy, které mohou být i sušší.
V oblastech společného výskytu se dub sametový kříží s jinými duby, zejména s dubem šarlatovým (Quercus coccinea), dubem srpovitým (Q. falcata), dubem cesmínolistým (Q. ilicifolia), dubem bahenním (Q. palustris), dubem červeným (Q. rubra), dubem vrbolistým (Q. phellos), dubem černým (Q. nigra) a dalšími druhy ze sekce Lobatae.

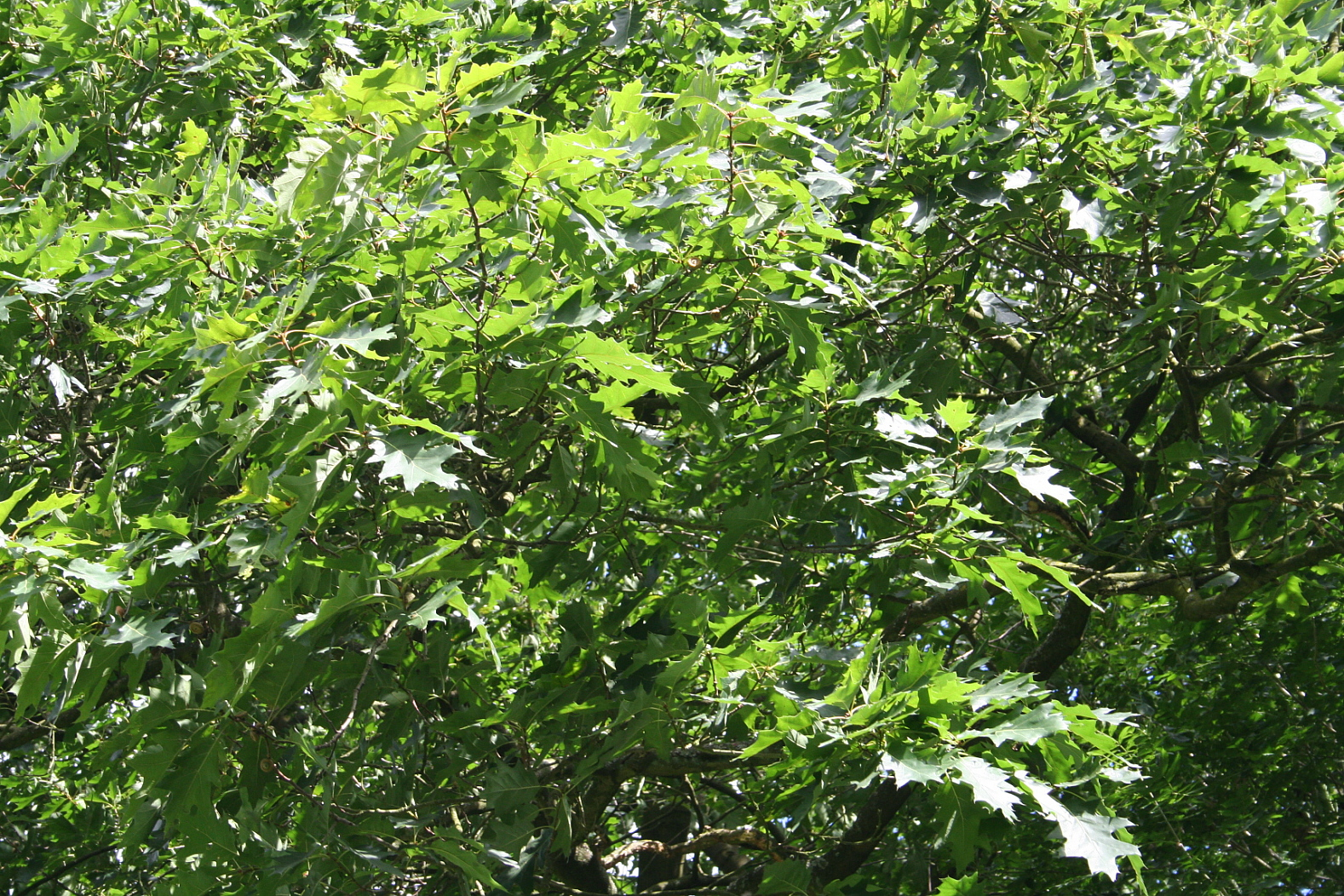
Listoví dubu sametového
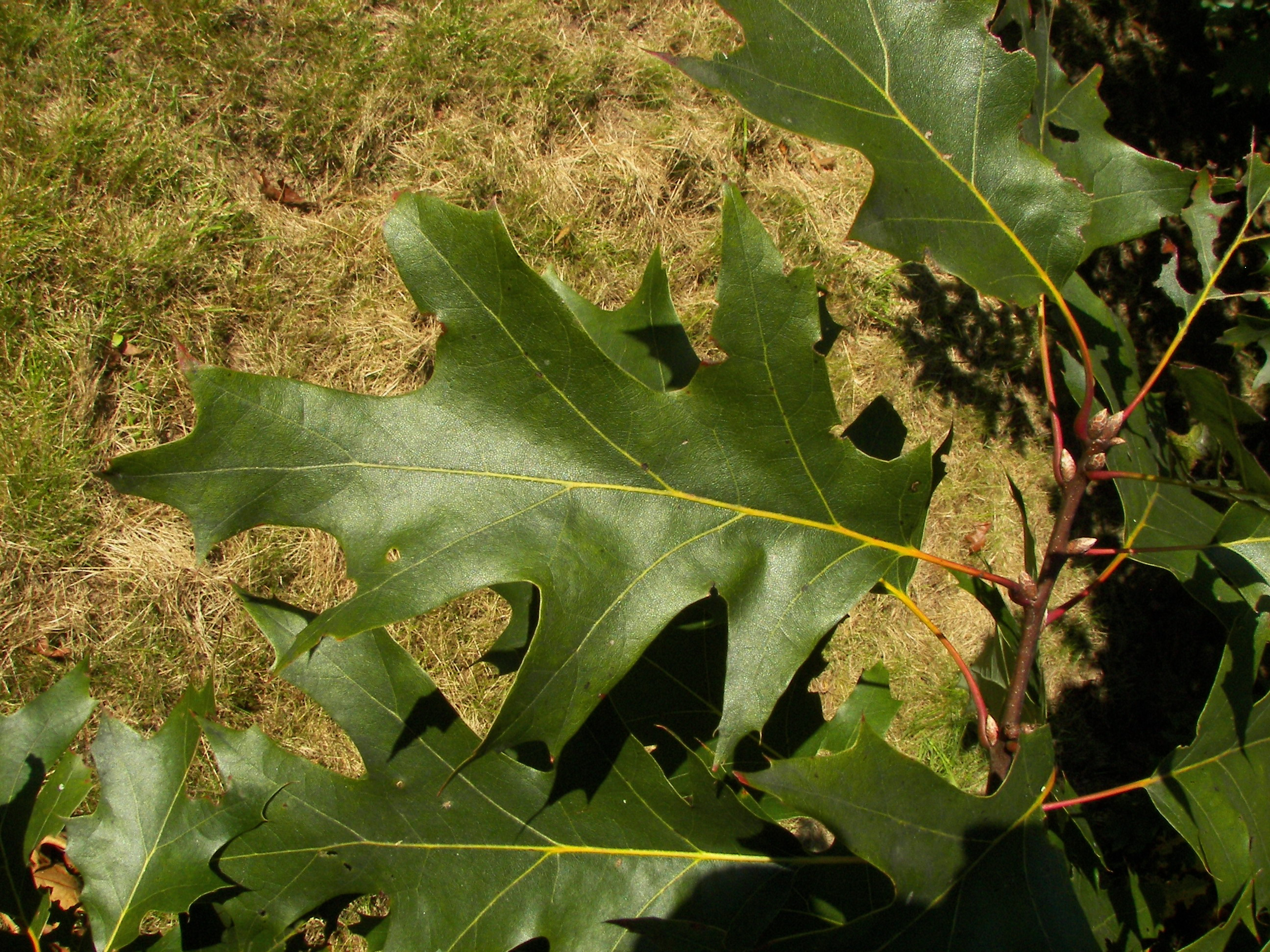
List dubu sametového

## Význam
Borka dubu sametového je bohatá na třísloviny a v minulosti byla důležitým zdrojem tříslovin pro vydělávání kůží. Z kůra bylo také získáváno žluté barvivo známé jako kvercitron. Severoameričtí indiáni používali dub sametový při ošetřování různých neduhů, jako je chronická úplavice, afty, chrapot, plicní potíže, horečky a podobně jako antiseptikum, tonikum a emetikum.

Dub sametový je v Česku poměrně zřídka pěstován jako okrasná a parková dřevina. Je vysazen např. v Průhonickém parku (pěkný solitérní exemplář je např. při cestě od Podzámeckého rybníka k Alpínu) a v zámeckém parku Sychrov. Do Evropy byl zaveden v roce 1800. Kultivar 'Albertsii' má velké listy (až 34 cm) s dlouhými řapíky a mělkými výkrojky. Je uváděn např. ze sbírek Dendrologické zahrady v Průhonicích a z druhé části Průhonického parku, nazývané Obora.